# 赫伯特·布茨
赫伯特·布茨（德語：Herbert Buhtz，1911年4月12日—2006年6月7日），德国男子赛艇运动员。他曾代表德国参加1932年夏季奥林匹克运动会赛艇比赛，搭档格哈德·伯策伦获得男子双人双桨银牌。